# Тернопільська єпархія УПЦ (МП)
Тернопільська єпархія — єпархія УПЦ на території Тернопільської області з центром у Тернополі. Керується митрополитом Тернопільським і Кременецьким Сергієм Генсіцьким.

## Історія

### Єпархія Константинопольської православної церкви
Територія сучасної Тернопільської області, на яку поширюється юрисдикція єпархії, об'єднує території, належні до двох історико-культурних регіонів: Галичини і Волині. Галицька частина в давнину перебувала в межах Галицько-Львівської православної єпархії, заснованої у 12 столітті, яка в певний період була окремою митрополією Константинопольського патріархату, а в 1700 році її єпископ прийняв унію з РКЦ і влада почала насаджувати католицизм та переслідувати і забороняти православну церкву. Багато священників і вірян відмовлялися приймати унію, попри тиск.
Волинська частина здавна належала до утвореної в 1288 році Луцької єпархії, яка почергово належала то до Галицької, то до Києво-Литовської митрополій; та існувала до 1710-х років, коли остаточно перейшла в католицизм. Православні краю перебували в підпіллі, поки після анексії Волині до Російської імперії за другим поділом Речі Посполитої ці землі відійшли під юрисдикцію Мінської, а з 1799 року — Волинської єпархії Російської православної церкви. За Польської Республіки це була територія Волинської єпархії Польської православної церкви.

### Єпархія українського екзархату РПЦ
28 жовтня 1940 року Патріарший місцеблюститель московський митрополит Сергій Страгородський видав указ про утворення Західного екзархату у складі Волинської, Тернопільської, Галицької, Гродненсько-Віленської та Поліської єпархій РПЦ. Колишня Волинська єпархія поділялася на Волинсько-Луцьку з центром у Луцьку під управлінням архієпископа Миколая (Ярушевича), який ставав екзархом, і Тернопільсько-Галицьку на чолі з архієпископом Олексієм (Громадським), місцем перебування якого залишався Кременець.
Після початку окупації Західної України СРСР у результаті Другої світової війни в межах Українського екзархату Російської православної церкви була утворена Львівська єпархія РПЦ, юрисдикція якої поширювалася і на територію Тернопільської області. Після Львівського псевдособору у 1946 році вона значно поповнилася греко-католиками, які й далі відвідували ті самі храми. Після виходу УГКЦ з підпілля наприкінці 1980-х років більша їх частина повернулася під владу Папи Римського.
27 грудня 1988 року Тернопільську єпархію було виділено зі складу Львівської. У жовтні 1990 року Український екзархат було перетворено на так звану «українську православну церкву» (УПЦ (МП)), формально самоврядну з правами широкої автономії у складі РПЦ. Єпархія стала її складовою.
У цей час єпархія перебувала в досить напруженій ситуації, відновлена УГКЦ претендувала заледве не на все її майно. Греко-католикам було передано багато храмів, зокрема, рішенням облради від 21 грудня 1989 року — катедральний храм Воскресіння Христового (новою катедрою стала Церква Різдва Христового). Часто це супроводжувалося сутичками і фізичними конфліктами.

### Єпархія УПЦ (МП)
Єдиним виходом із ситуації вбачалося проголошення автокефалії. Тому наприкінці 1990 року керівники трьох галицьких єпархій єпископи Івано-Франківський Феодосій (Дикун), Тернопільський Лазар (Швець) та Львівський Андрій (Горак) звернулися до митрополита Київського і всієї України (за версією Москви) Філарета Денисенка з пропозицією просити в РПЦ автокефалію.
11 лютого 1991 року на прохання єпископа Лазара, Синод перевів його на іншу кафедру, призначивши єпископом Тернопільським благочинного Почаївської лаври архімандрита Сергія Генсицького. 17 лютого над ним була звершена хіротонія.
В цей час в єпархії активізувалася діяльність УАПЦ: парафіян агітували переходити до автокефальної церкви, змінюючи також підпорядкування храмів. Зокрема, в цю юрисдикцію перейшла Церква Різдва Христового, яка була катедрою єпископа УПЦ (МП). Останній перебрався в будинок, де раніше жив священник. Там було облаштовано церкву, вона була єдиною в Тернополі в юрисдикції Московського патріархату.
22 січня 1992 року Сергій Генсіцький, який раніше голосував за надання автокефалії УПЦ, став одним із трьох архієреїв, які при повторному голосуванні не підписали Звернення до патріарха Московського, Священного Синоду і всіх архієреїв Російської православної церкви з проханням надати автокефалію. Наступного дня синод УПЦ (МП) змістив його з кафедри і призначив вікарієм Київської митрополії, однак, це рішення не було виконане, як, втім, і не було скасоване.
Після того, як Архієрейський собор РПЦ навесні 1992 року за умову надання автокефалії УПЦ поставив зречення Філарета Денисенка з посади митрополита Київського, була утворена УПЦ КП, до якої приєдналася значна частина вірних єпархії. У 1993 році прихильники УПЦ КП на чолі з народним депутатом Василем Червонієм здійснили напад на будинок єпархії[джерело?].

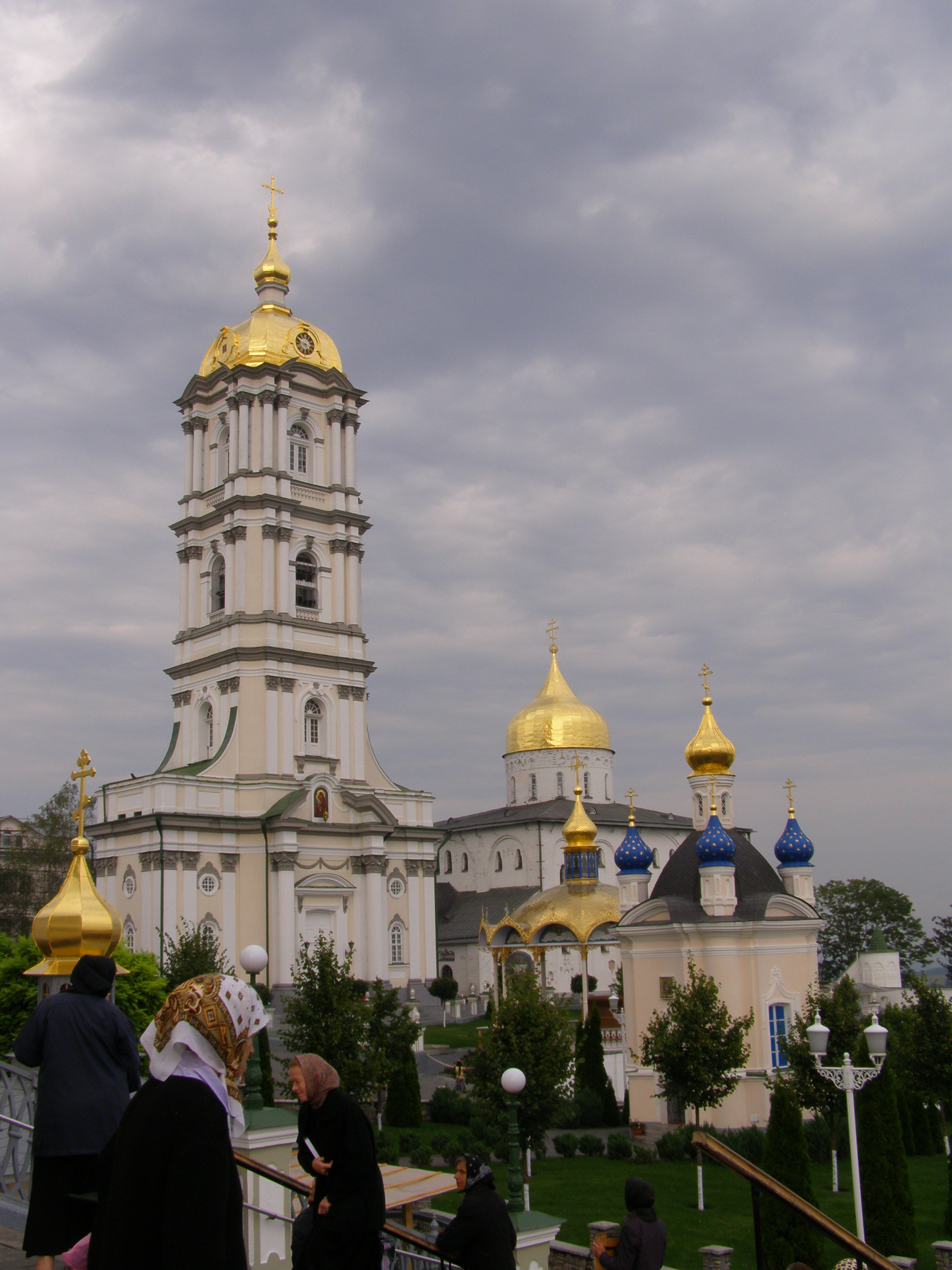
Почаївська лавра (2008)

1994 року єпархії було виділено ділянку на вулиці Коновальця, де згодом розпочали будівництво нового Кафедрального собору Віри, Надії, Любові і матері їх Софії та єпископської резиденції. У 1997 році рішенням суду старий єпархіальний будинок із домовою церквою було передано УАПЦ, а вірні Московського патріархату перейшли в новобудову.
У 1996 році Тернопільський єпископ Сергій втрачає священноархімандритство над Почаївською лаврою, Почаївська лавра стає ставропігійним монастирем із прямим підпорядкуванням митрополитові Київському, відтак вікарна кафедра єпископів Почаївських переходить до Київської митрополії.
У листопаді 2022 року в Тернопільській єпархії РПЦвУ СБУ провели обшуки, під час яких у семінарії та єпархії було виявлено російські пропагандистські матеріали, що заперечують існування України.
17 квітня 2023 року міськрада Тернополя припинила права на користування земельною ділянкою управління Тернопільської єпархії РПЦвУ на вулиці Євгена Коновальця.

## Переходи до Православної церкви України
Після утворення об'єднаної Православної церкви України 15 грудня 2018 року Тернопільська єпархія УПЦ (МП) стала одним із лідерів серед єпархій МП за кількістю переходів парафій до ПЦУ. Станом на 1 липня 2022 року в Тернопільській єпархії з УПЦ (МП) до ПЦУ перейшла 41 парафія.

## Устрій
Тернопільська єпархія ділиться на 4 благочиння (деканатів): Вишневецьке, Кременецьке, Лановецьке, Шумське. Всіх парафій станом на 22 червня 2022 року в єпархії — 71[джерело?].
Кафедральним є Собор Віри, Надії, Любові і матері їх Софії в Тернополі. Єпархіальне управління розташоване біля собору в Тернополі, вул. Коновальця, 1.

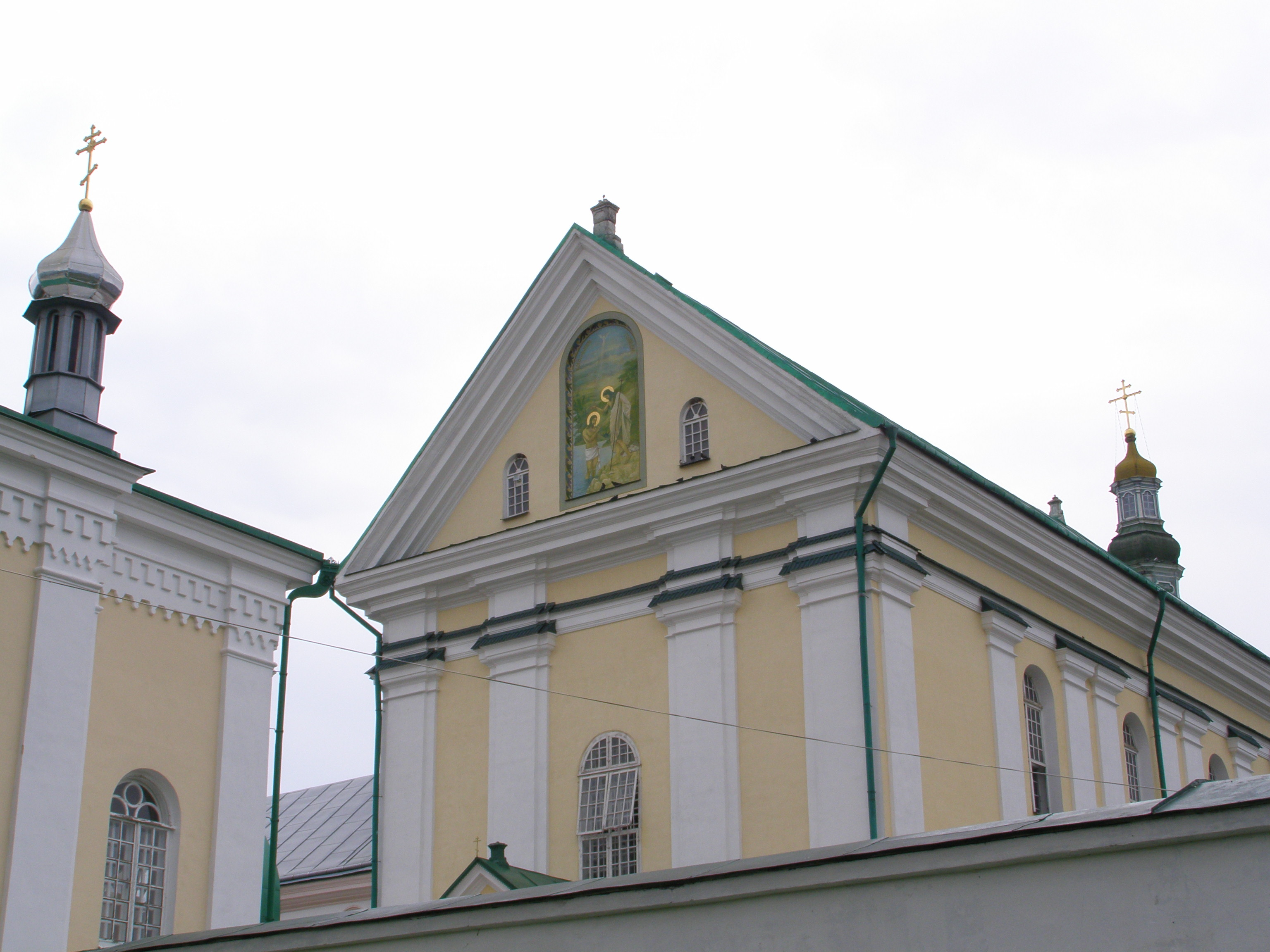
Богоявленський собор Кременецького монастиря (2008)

На території єпархії діє ставропігійна Успенська Почаївська лавра і два монастирі єпархіального підпорядкування:
- Богоявленський жіночий монастир в Кременці. Заснований у 1633 році як чоловічий монастир, був визначним центром православ'я в регіоні — при монастирі діяли братство, школа, друкарня і шпиталь. У першій чверті 18 століття монастир прийняв унію з РКЦ, у 1839 році припинив існування. 1865 року монастир відновлено як православний чоловічий, 1953 року реорганізовано в жіночий, 1959 року закрито. У 1990 році відновив діяльність як жіночий. Настоятелька — ігуменя Маріоніла (Панасюк) померла 21 березня 2021.
- Загаєцький чоловічий монастир святого Івана Милостивого. Заснований у Великих Загайцях 1625 року з благословіння Петра Могили. У 1721 році прийняв греко-католицизм, у 1794 повернувся в православ'я, у 1964 році закритий радянською владою. Відновлення монастиря почалося з 2001 року. Настоятель — ієромонах Герман (Вельков).

При Почаївській лаврі діє підпорядкована єпархії Почаївська духовна семінарія, заснована у 1991 році як пастирські курси, перетворені того ж року на духовне училище, а 1994 року на семінарію. Ректор — Йов (Смакоуз), єпископ Шумський (з 25 вересня 2018), вікарій Тернопільської єпархії. З часу заснування училища, при семінарії діє Богословсько-регентський клас у Кременці.

## Керівні архієреї
- Олексій (Громадський) (28 жовтня 1940 — 25 листопада 1941)
- Марк (Петровцій) (28 грудня 1988 — 10 квітня 1989)
- Лазар (Швець) (10 квітня 1989 — 11 лютого 1991)
- Сергій (Генсицький) (з 17 липня 1991)

### Вікарні архієреї
- Яків (Панчук), єпископ Почаївський (14 грудня 1990 — 11 червня 1992)
- Феодор (Гаюн), єпископ Почаївський (5 серпня 1992 — 15 квітня 1997)
- Нафанаїл (Крикота), єпископ Шумський (5 серпня 2015 — 29 січня 2016)
- Серафим (Залізницький), єпископ Шумський (29 січня 2016 — 25 вересня 2018)
- Йов (Смакоуз), архієпископ Шумський (з 25 вересня 2018)